# Андрій (Одинцов)
Єпископ Андрій (в миру Одинцов Андрій Васильович; 19 березня, село Благодатне, Рильський повіт, Курська губернія — 7 серпня 1941) — ректор Катеринославської духовної семінарії, митрополит Харківський, архієпископ Донецький і Бахмутський, архієпископ Чернігівський і Ніжинський, Павлоградський обновленської церкви, до 1922 року — єпископ Маріупольський, вікарій Катеринославської єпархії РПЦ.

## Біографія
Народився 19 березня 1862 року в селі Благодатному Рильського повіту Курської губернії (нині Кореневський район Курської області) в родині священика.
У 1877 року закінчив Рильське духовне училище . У 1883 року закінчив Курську духовну семінарію. У 1887 році закінчив Московську духовну академію зі ступенем кандидата богослов'я . У 1887-1897 роки був законовчителем Катеринославської класичної чоловічої гімназії.
25 травня 1888 висвячений у сан священика і призначений до Троїцької церкви села Берестове Бердянського повіту Таврійської губернії. 1 січня 1890 року призначений законовчителем Преславської учительської семінарії Бердянського повіту Таврійської губернії. 9 квітня 1897 нагороджений камилавкою.
1 липня 1897 року призначений законовчителем Катеринославської чоловічої гімназії . Одночасно з 1904 року — законовчитель старших класів Катеринославської приватної жіночої гімназії Н. Н. Тіблен. 24 квітня 1902 нагороджений наперсним хрестом, від Святійшого Синоду. 7 квітня 1905 нагороджений саном протоієрея.
7 березня 1906 призначений ректором Катеринославської духовної семінарії . 29 січня 1914 звільнений від духовно-навчальної служби.
22 липня 1914 призначений настоятелем Благовіщенської церкви Катеринослава. 2 квітня 1915 нагороджений палицею. 9 травня 1915 призначений позаштатним членом Катеринославської духовної консисторії.
4 грудня 1915 призначений настоятелем Лазаревської цвинтарної церкви Катеринослава.
У 1919 році, будучи овдовілим священиком, прийняв чернецтво, зведений в сан архімандрита і висвячений на єпископа Маріупольського, вікарія Катеринославської єпархії.
У 1922 році був заарештований за стандартним звинуваченням: «за протидію вилученню церковних цінностей і їх приховування притягнутий до суду Ревтрибуналу … причт Маріупольського Собору з єпископом Андрієм на чолі». Під час слідства єпископа було завербовано органами ГПУ, завдяки чому незабаром після засудження його звільняють за амністією. Після виходу на свободу ухилився в обновленство .
У 1923 році призначений архієпископом Донецьким і Бахмутським, головою обновленського Донецького єпархіального управління. Кафедра розташовувалася в Троїцькому соборі Бахмута.
У квітні-травні 1923 року був учасником «Другого Всеросійського Помісного Собору» (першого обновленського), на якому був обраний членом Всеросійського обновленського синоду.
27 жовтня 1923 рік стає членом Всеукраїнського обновленського синоду.
У 1924 році перейменований на архієпископа Артемівського та Донецького, голову обновленського Артемівського єпархіального управління.
У вересні 1924 року призначений архієпископом Чернігівським і Ніжинським, головою обновленського Чернігівського єпархіального управління. Кафедра розташовувалася в Преображенському соборі Чернігова.
У своєму меморандумі на членів українського Синоду по жовтень 1923 уповноважений V групи секретного відділу ГПУ так охарактеризував єпископа Андрія: «Посвячений в єпископи в обновленському русі, був притягнутий до відповідальності з приводу вилучення церковних цінностей і в цей час завербований ГПУ. Уже кілька місяців очолює Донецьку єпархію як обновленець, підтримуючи зв'язок з ГПУ».
У листопаді 1924 року був учасником обновленської Всеукраїнської передсоборної наради.
12 березня 1925 року призначений архієпископом Павлоградським, головою Павлоградського єпархіального управління. Кафедра розташовувалася у Вознесенському соборі Павлограда.
У травні 1925 року був учасником обновленського Другого всеукраїнського помісного собору, на якому був обраний членом Всеукраїнського обновленського Синоду.
10 червня 1925 року обраний архієпископом Павлоградським, головою Павлоградського єпархіального управління. 22 червня 1925 року затверджений на даній посаді. Одночасно з 3 серпня по 29 листопада 1925 року тимчасово керуючий Криворізькою єпархією.
У жовтні 1925 року був учасником «Третього Всеросійського Помісного Собору» (другого обновленського).
28 лютого 1926 року призначений всеукраїнським благовісником і головою благовісницької комісії Всеукраїнського обновленського синоду.
9 липня 1926 року призначений архієпископом Дніпропетровським, головою Дніпропетровського єпархіального управління. Кафедра розташовувалася в Преображенському соборі Дніпропетровська. Одночасно керуючий Павлоградським вікаріатством Дніпропетровської єпархії. 4 вересня того ж року перейменований в архієпископа Дніпропетровського і Павлоградського, голову Дніпропетровського єпархіального управління. 23 вересня того ж року затверджений на цій посаді.
9 липня 1926 року по грудень 1927 року також ще був тимчасово керуючим Криворізькою обновленською єпархією і головою Криворізького єпархіального управління. Кафедра розташовувалася в Миколаївському соборі Кривого Рогу.
У травні 1927 був учасником Всеукраїнської передсоборної наради.
У травні 1928 року був учасником обновленського Третього всеукраїнського помісного собору, на якому знову обраний членом Всеукраїнського обновленського синоду.
1 березня 1935 призначений архієпископом Харківським з піднесенням у сан митрополита. Кафедра розташовувалася в Благовіщенському соборі Харкова, а з вересня 1935 року — у Трьохсвятительській (Гольберзькій) церкві Харкова.
22 липня 1936 звільнений на спокій. Проживав у Новомосковську Дніпропетровської області.
24 червня 1938 був заарештований за «участь в КРО і контрреволюційну агітацію».
19 серпня 1939 року постановою Спеціальної колегії Дніпропетровського обласного суду засуджений до семи років виправно-трудових таборів. 29 листопада того ж року постановою Верховного суду України вирок скасовано, а справу направлено на новий розгляд.
7 серпня 1941 постановою Спеціальної колегії Дніпропетровського обласного суду знову засуджений до 7 років виправно-трудових таборів.